# CLER Amour et Famille
Le CLER Amour et Famille,  fondé en 1962 en réaction à la création du planning familial, est une association française catholique reconnue d'utilité publique le 17 mai 1977.

## Présentation
Le CLER est « créé en réaction aux activités du Planning en 1962 par le père Denis Sonnet ». Charles Rendu, vice-président de l'association Laissez les vivre, et Michèle Guy, présidente de Grossesse Secours, organisations catholiques militantes contre l'avortement, sont à l'origine de la création du CLER. Le CLER indique œuvrer « pour l’épanouissement affectif et familial de toute personne, jeune ou adulte, en couple ou non ». 
Le CLER est agréé Jeunesse et éducation populaire par le ministère de la Jeunesse et des Sports,.
Les conseils conjugaux et familiaux du CLER interviennent sur différents thèmes liés à la vie de couple et à la vie familiale : tensions et violences conjugales et familiales, vie relationnelle et sexuelle, difficultés relationnelles
Les éducateurs à la vie du CLER interviennent au sein d'établissements scolaires auprès d'enfants et d'adolescents sur « le sens de l'amour humain et de la sexualité » dans le cadre de ce qu'on appelle l'éducation affective, relationnelle et sexuelle. Ils interviennent dans des établissements privés, mais ne disposent pas d'agrément pour les établissements publics.
Les moniteurs du CLER enseignent aux personnes qui en font la demande la méthode naturelle de régulation des naissances Cyclamen. Le rapport de l'IGAS de 2011 note que « le Cler revendique une expertise sur les méthodes naturelles de contraception », mais que la pertinence de celles-ci auprès d'un jeune public suscite l'interrogation.
L'action du CLER a été saluée par le pape Jean-Paul II en novembre 1979.
En 2019, le CLER lance le parcours Vivlavie à destination des préadolescents et de leurs parents.

## Régulation naturelle des naissances
Le CLER propose une méthode naturelle de régulation des naissances basée sur l'auto-observation.
Stanislas de Lestapis, Alphonse d'Heilly et Charles Rendu fondent le CLER lors du troisième colloque national du CPM, consacré à la régulation naturelle des naissances, en réaction à l'ouverture du premier centre d'accueil du Planning familial à Grenoble en 1961,,,. Trois couples pionniers organisent un centre d’information sur la méthode thermique dans leur ville respective : les Vincent à Nantes, les Rendu à Paris et les Guy à Grenoble.